# Dischidiopsis mariae
Dischidiopsis mariae är en oleanderväxtart som beskrevs av Rudolf Schlechter. Dischidiopsis mariae ingår i släktet Dischidiopsis och familjen oleanderväxter. Inga underarter finns listade i Catalogue of Life.